# L'Ultimatum des trois mercenaires
Pour plus de détails, voir Fiche technique et Distribution.
L'Ultimatum des trois mercenaires (titre original : Twilight's Last Gleaming) est un film américano-allemand réalisé par Robert Aldrich, sorti en 1977.
Produit par Bavaria Film et tourné en 1976 à Munich, ce thriller politique est adapté du roman de Walter Wager Viper Three, publié en 1971, et a pour principaux interprètes Burt Lancaster, Richard Widmark et Charles Durning.

## Synopsis
En novembre 1981, Lawrence Dell (Burt Lancaster), ancien général de l'Armée de l'Air des États-Unis, s'empare d'une base militaire stratégique et exerce un chantage aux missiles nucléaires. Si le président des États-Unis ne révèle pas au peuple américain les véritables raisons de l'entrée en guerre au Viêt Nam, et si on ne verse pas une rançon à ses complices, tous anciens détenus, il lancera plusieurs missiles sur l'URSS.

## Fiche technique
- Titre français : L'Ultimatum des trois mercenaires
- Titre original : Twilight's Last Gleaming
- Réalisateur : Robert Aldrich
- Scénario : Ronald M. Cohen, Edward Huebsch d'après le roman de Walter Wager Viper Three
- Photographie : Robert Hauser
- Montage : Michael Luciano
- Musique : Jerry Goldsmith
- Affiche : Bill Gold (États-Unis)
- Producteurs : Merv Adelson, Helmut Jedele
- Société de production : Bavaria Film
- Pays d'origine :  États-Unis,  Allemagne de l'Ouest
- Langue : Anglais
- Format : Couleur (Technicolor) — 35 mm — 1,85:1 — Son : Mono (35 mm optical prints) -  4-Track Stereo (35 mm magnetic prints)
- Budget : 6 200 000 $US (estimé)
- Genre : Film dramatique, Thriller, Film politique
- Durée : 146 minutes (2 h 26) (version originale) | 91 minutes (1 h 31) (France)
- Dates de sortie :
  -  États-Unis : 9 février 1977
  -  Japon : 21 mai 1977
  -  Royaume-Uni : 28 octobre 1977
  -  Allemagne de l'Ouest : 26 mai 1977
  -  France : 13 décembre 1978

## Distribution
- Burt Lancaster (VF : Daniel Gall) : l'ancien général de l'armée de l'air Lawrence Dell,
- Richard Widmark (VF : Francis Lax) : le général Martin MacKenzie, le commandant-en-chef des forces armées
- Charles Durning (VF : Max André) : le Président des États-Unis David T. Stevens
- Melvyn Douglas (VF : Marc de Georgi) : Zachariah Guthrie, le secrétaire d’État à la Défense
- Paul Winfield (VF : Med Hondo) : Willis Powell, un complice de Dell
- Joseph Cotten (VF : Jean Négroni) : le secrétaire d’État Arthur Renfrew
- Leif Erickson (VF : Raymond Loyer) : le directeur de la CIA Ralph Whittaker
- Burt Young (VF : Pierre Trabaud) : Augie Gavars
- Don Fellows : le général Stonesifer
- Garrick Hagon : Alfie, le chauffeur

## Récompenses et distinctions
- Nomination au Saturn Award du meilleur film de science-fiction, par l'Académie des films de science-fiction, fantastique et horreur